# Sträck ut din hand (sang)
"Sträck ut din hand" ("Stræk din hånd ud") er en sang skrevet af Lasse Berghagen. Den blev udgivet på musikgruppen Kelleys' album Dansmix 3 i 1994. I 1995 udgav Berghagen sangen på sit album Sträck ut din hand og også som single.
Ifølge Berghagen fortæller sangen, at "du är inte ensam på den här planeten, du måste dela med dig och sträcka ut din hand, det är alltid någon som behöver den" ("du er ikke alene på denne planet, du skal dele med andre og strække din hånd ud, det er altid nogen der behøver den").
Sangen er en alsang på Allsång på Skansen. Den blev blandt andet sunget der den 26. juli 2011 for ofrene for terrorangrebene i Norge.